# Fartuun Adan
Fartuun Adan (in arabo فارتون آدن‎?; ...) è un'attivista somala.

## Biografia
Adan è cresciuta in Somalia. È stata sposata con Elman Ali Ahmed, imprenditore locale e attivista per la pace.; la coppia ha quattro figlie.
Nel 1996, durante la guerra civile, il marito di Adan è stato ucciso vicino alla casa di famiglia nel sud di Mogadiscio  e Adan è successivamente emigrata in Canada nel 1999.
Nel 2007, è tornata in Somalia per difendere la pace e i diritti umani.
Il 20 novembre 2019, le autorità locali hanno confermato che sua figlia Almaas Elman, anch'essa tornata in Somalia come soccorritrice, è stata uccisa in un'auto vicino all'aeroporto di Mogadiscio.

## Carriera
Fartuun Adan è la direttrice esecutiva dell'Elman Peace and Human Rights Center, una ONG con sede a Mogadiscio fondata in onore del suo defunto marito. È direttrice esecutiva dell'organizzazione, mentre la figlia Ilwad lavora al suo fianco.
Attraverso il centro, ha anche co-fondato Sister Somalia, il primo programma per l'assistenza alle vittime di violenza sessuale del paese.

## Premi
- International Women of Courage Award del Dipartimento di Stato degli Stati Uniti (2013)[4]
- Premio dal governo tedesco per il suo lavoro con l'Elman Peace and Human Rights Center (2014)[6]
- Insieme a sua figlia Ilwad Elman è stata tra i finalisti nominati per l'Aurora Prize for Awakening Humanity (2017)[7].